# Lijst van hoogste gebouwen van Leiden
De 19 hoogste gebouwen van Leiden zijn:
|    | Naam | Hoogte     | Voltooid | Verdiepingen | Architect                            | Foto       |
| -- | --- | ---------- | -------- | ------------ | ------------------------------------ | ---------- |
| 1  | Schoorsteen E.ON energiecentrale | 80 m       | 1909     | n.v.t        | onbekend                             |            |
| 2  | De Stadswachter Van Randwijkstraat | 72,5 m     | 2009     | 22           | Groosman Partners                    |            |
| 3  | Sint-Petruskerk Lammenschansweg | toren 70 m | 1936     | n.v.t.       | A.J. Kropholler                      |            |
| 4  | Studentencomplex Schilperoortpark | 67 m       | 2023     | 22           | Klunder Architecten                  |            |
| 5  | Sociale Verzekeringsbank Stationsplein 1 | 66 m       | 2000     | 16           | Arjen Hoogeveen                      |            |
| 6  | Museum Naturalis Pesthuislaan 7 | 62 m       | 1997     | 21           | Fons Verheijen                       |            |
| 7  | Eschertoren Willem de Zwijgerlaan | 60 m       | 2002     | 17           | Patrick Barras & Partners            |            |
| 8  | De Ananas | 60m        | 2023     |              | van Egmond architecten               |            |
| 9  | Vlietpoort Delftse Jaagpad | 58 m       | 2008     | 19           | Frans Spoek (S2 Architecten BV)      | Vlietpoort |
| 10 | De Lepelaar Apollolaan | 55 m       | 2008     | 18           | MAS Architectuur                     |            |
| 11 | Woontoren Alpha Leidse Schans (Lammenschansdriehoek) | 55 m       | 2014     | 16           | Mecanoo Architecten                  |            |
| 12 | Sint Josephkerk Herensingel | toren 53 m | 1925     | n.v.t.       | Leo van der Laan en Jan van der Laan |            |
| 13 | woontoren De Kijker Bargelaan | 52 m       | 2001     | 17           | Atelier PRO                          |            |
| 14 | LUMC ziekenhuis Leids Universitair Medisch Centrum Albinusdreef 2 | 52 m       | 1995     | 13           | B&D architecten                      |            |
| 15 | ROC Lammenschans, een van de vestigingen van mboRijnland | 52 m       | 2011     | 13           | Thomas Rau (architectenbureau RAU)   |            |
| 16 | woontoren Torenmolen Torenmolen, Merenwijk | 51 m       | 1994     | 17           | VVKH Architecten                     |            |
| 17 | Nieuweroord (gesloopt) Rijnsburgerweg | 50 m       | 1971     | 15           | J.W.H.C. Pot & J.F. Pot-Keegstra     |            |
| 18 | Level Bargelaan 180 diverse gebruikers: hotel City Resort, restaurants The Second Level en 12 Twelve, BLUE Wellnessresort Leiden, met sauna, revalidatiehotel/zorghotel Revitel van zorgorganisatie Topaz, kantoren, enkele winkels (op de begane grond) en een ondergrondse, inpandige parkeergarage. Sinds 6 januari 2020 zijn een deel van de begane grond en de eerste etage bij de gemeente Leiden in gebruik in verband met de tijdelijke ontruiming ten behoeve van een renovatie van het stadhuis. Inmiddels vertrokken zijn mboRijnland, waarin het ROC Leiden, de initiatiefnemer voor de bouw, is opgegaan, en het fitness-centrum Fitland. | 47 m       | 2011     | 12           | Meyer en Van Schooten                |            |
| 19 | Zilveren Kruis Achmea Dellaertweg 1 | 46 m       | 2010     | 10           | Fons Verheijen van VVKH Architecten  |            |